# Astragalus sharestanicus
Astragalus sharestanicus är en ärtväxtart som beskrevs av Dieter Podlech och I.Deml. Astragalus sharestanicus ingår i släktet vedlar, och familjen ärtväxter. Inga underarter finns listade i Catalogue of Life.